# Open Language Archives Community
Open Language Archives Community (OLAC) és una iniciativa per crear un mitjà unificat de la recerca de bases de dades en línia de recursos lingüístics per a investigació lingüística. La informació sobre els recursos s'emmagatzemen en format XML per facilitar la seva recerca. L'OLAC ser fundada el 2000.
L'OLAC assessora sobre les millors pràctiques en el llenguatge d'arxivat, i treballa per promoure la interoperabilitat entre els arxius lingüístics.
El conjunt de metadades OLAC es basa en el conjunt complet de metadades Dublin Core termes DCMT, però el format permet l'ús d'extensions per expressar qualificadors específics de la comunitat. Sovint és contrastada amb IMDI (Iniciativa de Metadades ISLE).